# 大塚台東
大塚台東（おおつかだいひがし）とは、宮崎県宮崎市の地名。大塚台地域自治区に属している。郵便番号は880-0952。1丁目・2丁目を設置するが住居表示実施地域である。

## 地理
宮崎市の旧市街西部の丘陵地帯に形成されたニュータウンである大塚台団地の一部を構成する。大塚台団地を南北に走行するメインストリートを境に、西側が大塚台西となる。大塚台団地を東西に走行するメインストリートを境に、北が東1丁目、南が東2丁目となる。

## 歴史
- 1975年 - 大塚町および大字生目の一部をもって大塚台東1丁目・2丁目が成立。

## 世帯数と人口
2023年（令和5年）3月1日現在の世帯数と人口は以下の通りである。
| 町丁          | 世帯数  | 人口  |
| ------------- | ------- | ----- |
| 大塚台東1丁目 | 428世帯 | 862人 |
| 大塚台東2丁目 | 178世帯 | 381人 |

## 小・中学校の学区
市立小・中学校に通う場合、学区は以下の通りとなる。東1丁目のうち、宮崎市立大塚小学校・宮崎市立大塚中学校に近い地区を除き、宮崎市立宮崎西小学校・宮崎市立生目南中学校に通学する。
| 町名                               | 小学校               | 中学校               |
| ---------------------------------- | -------------------- | -------------------- |
| 大塚台東1丁目の一部・大塚台東2丁目 | 宮崎市立宮崎西小学校 | 宮崎市立生目南中学校 |
| 大塚台東1丁目の一部                | 宮崎市立大塚小学校   | 宮崎市立大塚中学校   |

## 交通

### バス
宮交グループの運営するバスが営業している。

### 道路
- 国道10号 宮崎西バイパス

## 施設
- 宮崎南警察署大塚台駐在所